# Sergio Bustos
Sergio Bustos (* 20. Dezember 1972 in Buenos Aires) ist ein ehemaliger argentinischer Fußballspieler.

## Karriere
Bustos kam aus Argentinien von Racing Club, für eine Million DM zum 1. FC Nürnberg. Der 19-jährige galt als einer der talentiertesten Jugendspieler Argentiniens. Dieses Talent konnte er beim Club nur selten unter Beweis stellen, da Trainer Willi Entenmann ihn für nicht tauglich für die Bundesliga erachtete. Er absolvierte in zwei Jahren Bundesliga acht Spiele für den Club, im zweiten Jahr erfolgte der Abstieg in die 2. Bundesliga. Bustos blieb noch ein Jahr, in der 2. Liga bestritt er 19 Spiele und erzielte drei Tore. Nach der Saison verließ er Deutschland und spielte wieder für den Racing Club, dann folgten Stationen beim CA Platense und den Chacarita Juniors. Bustos kehrte nochmal zurück nach Deutschland und spielte in der Regionalliga jeweils eine Saison für den Dresdner SC und den Chemnitzer FC. Es folgten Stationen bei CSD Defensa y Justicia, Deportivo Cuenca, La Plata Fútbol Club, CA Talleres und den CA Brown.